# 何引丽
何引丽（1988年7月20日—）是中國内蒙古自治區包头市人，中华人民共和国田径运动员。

## 生平
- 2010年，获得张家口马拉松赛女子组冠军。
- 2011年，在上海国际马拉松赛中获得国内组女子冠军。
- 2012年，获得郑州开封国际马拉松赛冠军、张家口张北草原马拉松赛冠军、北京国际马拉松第4名。
- 2018长沙马拉松，获得女子组第一名。同年北京马拉松上，获得国内女子组第一名（2小时31分45秒）[1]。

同年11月18日，苏州马拉松赛中，何引丽因两名志愿者上前递国旗干扰，导致获得亚军，引发社会争议。

## 外部連結
- 何引丽在的頁面
- 何引丽的新浪微博